# USL Pro 2011
USL Pro w roku 2011 był pierwszym sezonem tych rozgrywek. Po raz pierwszy w historii mistrzem USL został klub Orlando City SC, natomiast wicemistrzem Harrisburg City Islanders.

## Sezon zasadniczy

### Dywizja Amerykańska
| # | Drużyna                   | M  | Z  | R | P  | BR+ | BR- | +/- | Punkty | Uwagi    |
| - | ------------------------- | -- | -- | - | -- | --- | --- | --- | ------ | -------- |
| 1 | Orlando City SC           | 24 | 15 | 6 | 3  | 36  | 16  | +20 | 51     | Play Off |
| 2 | Wilmington Hammerheads FC | 24 | 14 | 3 | 7  | 42  | 30  | +12 | 45     | Play Off |
| 3 | Richmond Kickers          | 24 | 12 | 5 | 7  | 35  | 21  | +14 | 41     | Play Off |
| 4 | Charleston Battery        | 24 | 10 | 5 | 9  | 24  | 25  | −1  | 35     | Play Off |
| 5 | Charlotte Eagles          | 24 | 9  | 6 | 9  | 32  | 29  | +3  | 33     |          |
| 6 | Antigua Barracuda FC      | 24 | 9  | 2 | 13 | 32  | 32  | 0   | 29     |          |

### Dywizja Narodowa
| # | Drużyna                   | M  | Z  | R | P  | BR+ | BR- | +/- | Punkty | Uwagi    |
| - | ------------------------- | -- | -- | - | -- | --- | --- | --- | ------ | -------- |
| 1 | Rochester Rhinos          | 24 | 12 | 4 | 8  | 31  | 23  | +8  | 40     | Play Off |
| 2 | Harrisburg City Islanders | 24 | 10 | 7 | 7  | 37  | 30  | +7  | 37     | Play Off |
| 3 | Los Angeles Blues         | 24 | 8  | 9 | 7  | 34  | 29  | +5  | 33     | Play Off |
| 4 | Pittsburgh Riverhounds SC | 24 | 7  | 6 | 11 | 23  | 32  | −9  | 27     | Play Off |
| 5 | F.C. New York             | 24 | 6  | 7 | 11 | 27  | 37  | −10 | 25     |          |
| 6 | Dayton Dutch Lions        | 24 | 2  | 6 | 16 | 21  | 54  | −33 | 12     |          |

Aktualne na 7 sierpnia 2020. Źródło:
Zasady ustalania kolejności: 1. liczba zdobytych punktów; 2. różnica zdobytych bramek; 3. większa liczba zdobytych bramek.

## Play Off

### Ćwierćfinał
| Drużyna 1                 | Wynik          | Drużyna 2                 |
| ------------------------- | -------------- | ------------------------- |
| Harrisburg City Islanders | 3:2            | Los Angeles Blues         |
| Rochester Rhinos          | 4:0            | Pittsburgh Riverhounds SC |
| Wilmington Hammerheads FC | 0:0 (kar. 4:5) | Richmond Kickers          |
| Orlando City SC           | 3:1 po dog.    | Charleston Battery        |

### Półfinał
| Drużyna 1        | Wynik | Drużyna 2                 |
| ---------------- | ----- | ------------------------- |
| Rochester Rhinos | 1:2   | Harrisburg City Islanders |
| Orlando City SC  | 3:0   | Richmond Kickers          |

### Finał
| Drużyna 1       | Wynik          | Drużyna 2                 |
| --------------- | -------------- | ------------------------- |
| Orlando City SC | 2:2 (kar. 3:2) | Harrisburg City Islanders |